# Scolelepis
Scolelepis är ett släkte av ringmaskar som beskrevs av de Blainville 1828. Scolelepis ingår i familjen Spionidae.

## Dottertaxa tillScolelepis, i alfabetisk ordning[1][2]
- Scolelepis acuta
- Scolelepis aitutakii
- Scolelepis alaskensis
- Scolelepis anakenae
- Scolelepis antipoda
- Scolelepis balihaiensis
- Scolelepis bifida
- Scolelepis blakei
- Scolelepis bonnieri
- Scolelepis bousfieldi
- Scolelepis branchia
- Scolelepis brevibranchia
- Scolelepis bullibranchia
- Scolelepis burkovskii
- Scolelepis cantabra
- Scolelepis carrascoi
- Scolelepis carunculata
- Scolelepis ciliata
- Scolelepis crenulata
- Scolelepis denmarkensis
- Scolelepis dicha
- Scolelepis edmondsi
- Scolelepis eltaninae
- Scolelepis foliosa
- Scolelepis foliosus
- Scolelepis fuliginosa
- Scolelepis geniculata
- Scolelepis gilchristi
- Scolelepis girardi
- Scolelepis hutchingsae
- Scolelepis knightjonesi
- Scolelepis korsuni
- Scolelepis kudenovi
- Scolelepis laciniata
- Scolelepis lamellata
- Scolelepis lamellicincta
- Scolelepis lefebrei
- Scolelepis lefebvrei
- Scolelepis lingulata
- Scolelepis longirostris
- Scolelepis magnus
- Scolelepis marionis
- Scolelepis matsugae
- Scolelepis melasma
- Scolelepis mesnili
- Scolelepis murmanica
- Scolelepis occipitalis
- Scolelepis oligobranchia
- Scolelepis perrieri
- Scolelepis pettiboneae
- Scolelepis phyllobranchia
- Scolelepis planata
- Scolelepis precirriseta
- Scolelepis quadridentata
- Scolelepis sagittaria
- Scolelepis squamata
- Scolelepis squamatus
- Scolelepis texana
- Scolelepis towra
- Scolelepis tridentata
- Scolelepis variegata
- Scolelepis vazaha
- Scolelepis westoni
- Scolelepis victoriensis
- Scolelepis williamsi
- Scolelepis viridis
- Scolelepis vulgaris